# Thongloun Sisoulith
Thongloun Sisoulith, född 10 november 1945 i Hua Phan i Laos, är en Laotisk politiker som var premiärminister i Laos från (20 april 2016 – 22 mars 2021) och efterträddes av Phankham Viphavanh. Sedan 22 mars 2021 är han Laos president.